# Смирдан (комуна, Тулча)
Смирдан (рум. Smârdan) — комуна у повіті Тулча в Румунії. До складу комуни входить єдине село Смирдан.
Комуна розташована на відстані 177 км на північний схід від Бухареста, 63 км на захід від Тулчі, 133 км на північ від Констанци, 15 км на південь від Галаца.

## Населення
За даними перепису населення 2002 року у комуні проживала 1171 особа.
Національний склад населення комуни:
| Національність   | Кількість осіб | Відсоток |
| ---------------- | -------------- | -------- |
| румуни           | 1158           | 98,9%    |
| росіяни-липовани | 8              | 0,7%     |
| угорці           | 3              | 0,3%     |
| турки            | 1              | 0,1%     |
| греки            | 1              | 0,1%     |

Рідною мовою назвали:
| Мова      | Кількість осіб | Відсоток |
| --------- | -------------- | -------- |
| румунська | 1160           | 99,1%    |
| російська | 6              | 0,5%     |
| угорська  | 3              | 0,3%     |
| турецька  | 1              | 0,1%     |
| грецька   | 1              | 0,1%     |

Склад населення комуни за віросповіданням:
| Релігія       | Кількість осіб | Відсоток |
| ------------- | -------------- | -------- |
| православні   | 1162           | 99,2%    |
| п'ятдесятники | 5              | 0,4%     |
| римо-католики | 3              | 0,3%     |
| адвентисти    | 1              | 0,1%     |

## Зовнішні посилання
- Дані про комуну Смирдан на сайті Ghidul Primăriilor [Архівовано 11 лютого 2011 у Wayback Machine.]